# Mixibius ornatus
Espèce
Mixibius ornatus est une espèce de tardigrades de la famille des Hypsibiidae.

## Distribution
Cette espèce est endémique d'Équateur.

## Publication originale
- Pilato, Binda, Napolitano & Moncada, 2002 : Tardigrades from Ecuador, with the description of two new species: Mixibius ornatus n. sp. and Diphascon (Adropion) onorei n. sp. (Eutardigrada, Hypsibiidae). Studies on Neotropical Fauna and Environment, vol. 37, no 2, p. 175-179.